# 林錫堯
林錫堯（1948年3月9日—），臺灣法律學者、檢察官，專長行政法，東吳大學法學院教授、曾任中華民國司法院大法官。畢業於台大法律系，並取得法學士、法學碩士及博士。

## 經歷

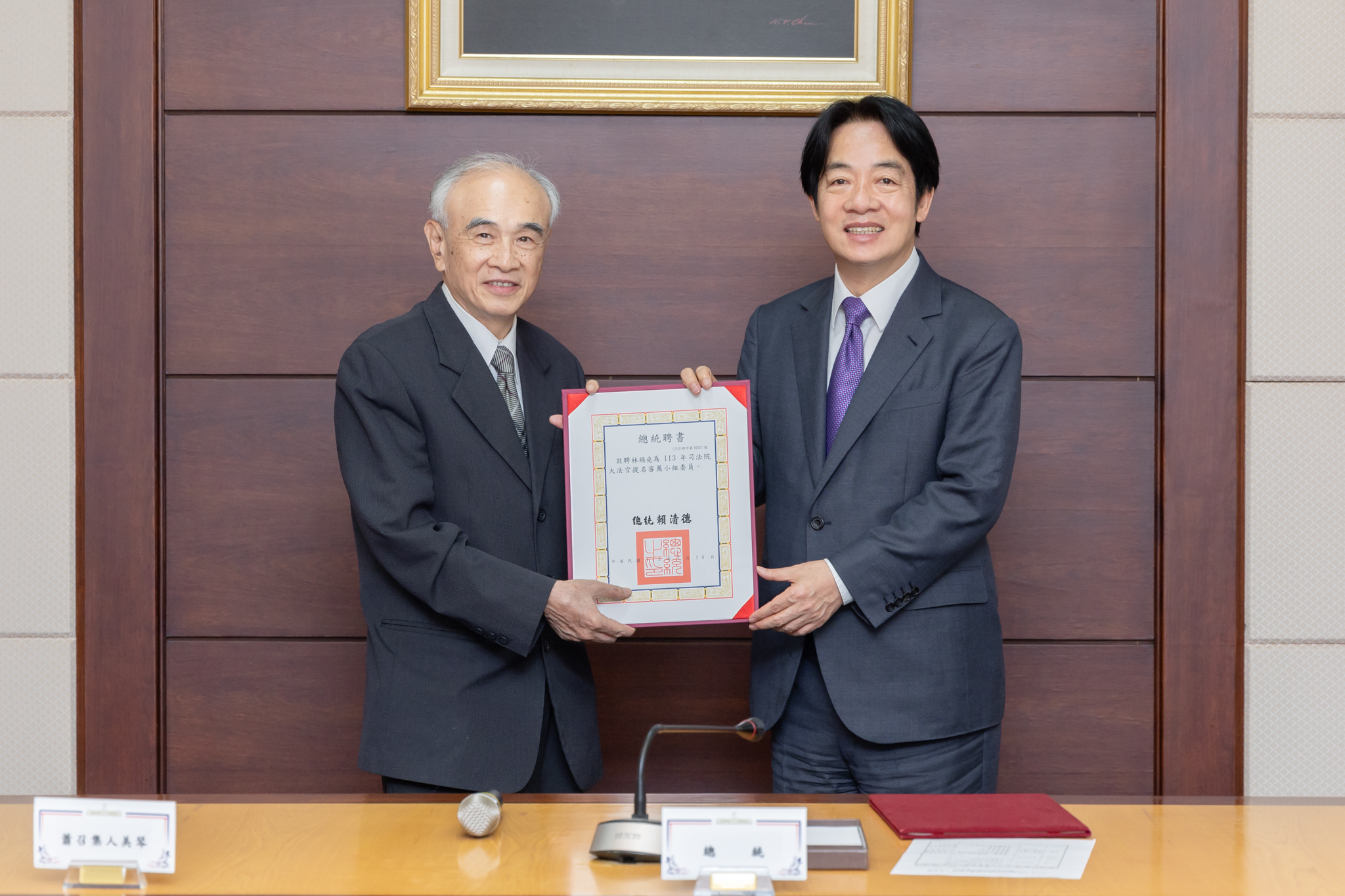
2024年7月16日「113年司法院大法官提名審薦小組」第一次會議上，中華民國總統賴清德頒發聘書給小組成員、前大法官林錫堯。

1966年畢業於台南一中。1970年國立臺灣大學法律系畢業，1977年取得臺灣大學法學碩士學位，1984年取得臺灣大學法學博士學位。1974年至1985年擔任臺灣新竹地方檢察署、臺灣基隆地方檢察署、臺灣臺北地方檢察署檢察官。1985年升任臺灣高等法院檢察署檢察官。1992年起任法務部參事、首席參事。1994年升任法務部主任秘書。1996年起任臺灣士林地方檢察署檢察長。1999年至2004年任法務部常務次長。2004年至2007年任最高法院檢察署主任檢察官。2007年9月獲提名並經立法院同意轉任司法院大法官，10月1日上任，至2015年卸任。
林錫堯有完整的檢察官資歷，並於法務部工作期間富有行政法制經驗，是由實務界出身的大法官。除有行政法專著，在東吳大學法律系講授行政法課程達二十餘年，現為東吳大學兼任教授。

## 主要著作
- 《行政罰法》（2012年二版，元照出版公司）
- 《行政法要義》（2016年四版，元照出版公司）
- 《論人民聲請解釋憲法之制度》（1984年）
- 《統治行為—司法審查界限之理論與實務》（1981年）